# Phthorimaea
Phthorimaea é um gênero de traça pertencente à família Agonoxenidae.